# Avenger O.S.T.
『Avenger O.S.T.』は、2003年12月3日にリリースされた、アニメ『AVENGER』のオリジナルサウンドトラック。

## 概要
ALI PROJECTが音楽を担当している。ほぼ全曲にわたってクラシックの旋律が引用されている。また、ボーカル楽曲が複数収録されており、アルバムにも近いような作品となっている。

## 収録曲
作詞：宝野アリカ、作曲：片倉三起也、オーケストレーション：平野義久
※太字はボーカル曲
1. 月蝕グランギニョル
  - アニメのオープニングテーマ。シングル盤もリリースされている。
  - 間奏にスティーヴン・ライニキーの『神々の運命』が引用されている。
2. 幸福の臓箆
3. バビロン・カフェ
  - 後半のピアノにはフレデリック・ショパン作曲の『ピアノ協奏曲第1番 第1楽章』からの引用が見られる。-
  - エコエコアザラクII -BIRTH OF THE WIZARD-オリジナルサウンドトラック収録『誕生』と同一のメロディが流用されている。
4. MOTHER
  - アニメの挿入歌。ベストアルバム『桂冠詩人 SINGLE COLLECTION PLUS』にも収録されている。
  - ピエトロ・マスカーニ作曲のオペラ『カヴァレリア・ルスティカーナ』の間奏曲からの引用が見られる。サビに同作曲家の『友人フリッツ』より「この僅かな花を Son pochi fiori」からの引用が見られる。
5. 滅びの方舟
6. アガペー
  - ミハイル・グリンカの『コントルダンス「修道女」第4番』からの引用が見られる。
7. 摩天楼の虚
  - ピエトロ・マスカーニ作曲のオペラ『カヴァレリア・ルスティカーナ』のアリア「ママも知るとおり Voi lo sapete, o mamma」からの引用が見られる（『勇侠青春謳』のサビとAメロにおいても同楽曲の引用が見られる）。
8. 無垢なる士
  - ガブリエル・フォーレ作曲の『パヴァーヌ』からの引用が見られる。
9. 少女殉血
  - アニメの挿入歌。「MOTHER」と同じく『桂冠詩人 SINGLE COLLECTION PLUS』にも収録されている。
  - サビ部分でルッジェーロ・レオンカヴァッロ作曲のオペラ『道化師』の「衣装をつけろ」が引用されている。
10. 人形使い
11. トロンプイユ迷宮
12. 永続的閉塞
13. 黒衣の小ドール
14. 繭
  - 歌詞にはフランス語が含まれている。
  - 映画『ギャング・オブ・ニューヨーク』の主題歌でU2の「ザ・ハンズ・ザット・ビルト・アメリカ」がサビに引用されている。
  - イントロ、Aメロにジョスリン・プーク作曲の『Dionysus』の影響が見られる。なお、同楽曲は上記映画でも利用されている。
15. 禁欲と美
  - ジャコモ・プッチーニ作曲のオペラ『トスカ』のアリア「星は光りぬ」と、ガエターノ・ドニゼッティ作曲のオペラ『愛の妙薬』のアリア「人知れぬ涙」からの引用が見られる。
16. 囚われた魂
17. 赤い星
  - ヨハン・ゼバスティアン・バッハ作曲の『音楽の捧げもの』からの引用が見られる。
18. 地獄の季節
  - アニメ最終回のエンディングテーマ。ALI PROJECTのベスト盤である『COLLECTION SIMPLE PLUS』にも収録されている。
  - サビ部分でエドヴァルド・グリーグ作曲の『ペール・ギュント』第1組曲から「山の魔王の宮殿にて」の一部が引用されている。
  - サビ直前にジャコモ・プッチーニ作曲のオペラ『ラ・ボエーム』第1幕から「この「紅海」め Questo Mar Rosso」の引用が見られる。
  - 冒頭にMiguel Manzanoの『Spanish Preludes Del Olor de la Hierbabuena』が引用されている。
19. until the end of the world
20. 未來のイヴ
アニメのエンディングテーマ。シングル「月蝕グランギニョル」のC/Wとしても収録されている。